# August von Eisenhart

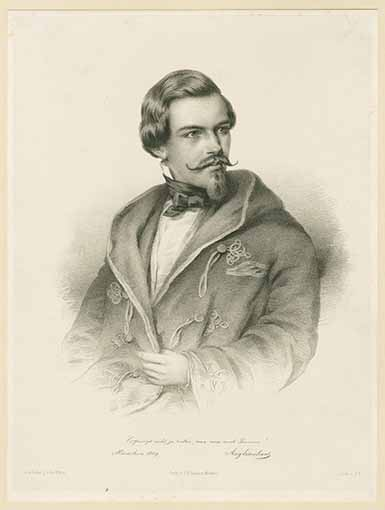
Portrait von August Eisenhart – Jurist, Sekretär Ludwigs II. von Bayern

Johann August Eisenhart, ab 1871 Ritter von Eisenhart, (* 3. November 1826 in München; † 21. Dezember 1905 ebenda) war ein deutscher Politiker.

## Leben
Johann August Eisenhart wurde am 3. November 1826 in München als Sohn des Oberappellationsgerichtsrats Ignaz Eisenhart (1790–1864) und dessen Frau Elise Weininger (1800–1882) geboren. Er besuchte die Universität München zum Studium der Rechtswissenschaften und wechselte danach an die Universität Heidelberg. Nach vollendetem Studium wirkte er im bayerischen Justizdienst. Anfang 1870 wurde er Kabinettssekretär, wofür wahrscheinlich Johann von Lutz verantwortlich war. Als Sekretär Ludwigs II. von Bayern war er quasi „Bindeglied zwischen dem König und der Außenwelt“. Dabei teilte er nicht Meinungen und Absichten des Königs und nutzte seine Stellung auch nicht aus.
So kam es Eisenhart nicht in den Sinn, eigene Vorhaben durchzusetzen. Selbständige Entscheidungen traf er nicht und stärkte die Autorität des Staats nach innen, während er die kleindeutsche Kriegsgesinnung nach außen stärkte. Er zeigte Fleiß und Tüchtigkeit in seinen Aufgaben. Außerdem versuchte er, der Öffentlichkeit zu verbergen, wie die Spitze des Staates vermeintlich versagte, und sorgte dafür, dass die Staatsgeschäfte normal weiterlaufen konnten. Darunter allerdings litt seine Gesundheit. Ludwig II. suspendierte ihn im Mai 1876 seines Dienstes.
In Miesbach verheiratete er sich 1857 mit der Schriftstellerin Luise von Kobell, einer Tochter des Mineralogen Franz von Kobell. Der Ehe entstammten zwei Kinder. 1871 wurde Eisenhart das Ritterkreuz des Verdienstordens der Bayerischen Krone verliehen. Mit der Verleihung war die Erhebung in den persönlichen Adelsstand verbunden und er durfte sich nach der Eintragung in die Adelsmatrikel „Ritter von Eisenhart“. 1886 erhielt er das Komturkreuz zu diesem Orden.
Eisenhart war laut Gebhardt ein „pflichteifrige[r] Beamte[r] und nüchterne[r] Jurist“ und hatte ein „zaghafte[s] Wesen“.
Eisenhart war Mitarbeiter der Allgemeinen Deutschen Biographie, für die er 240 Artikel verfasste.
August Eisenhart starb 1905 im Alter von 79 Jahren in München.

## Grabstätte

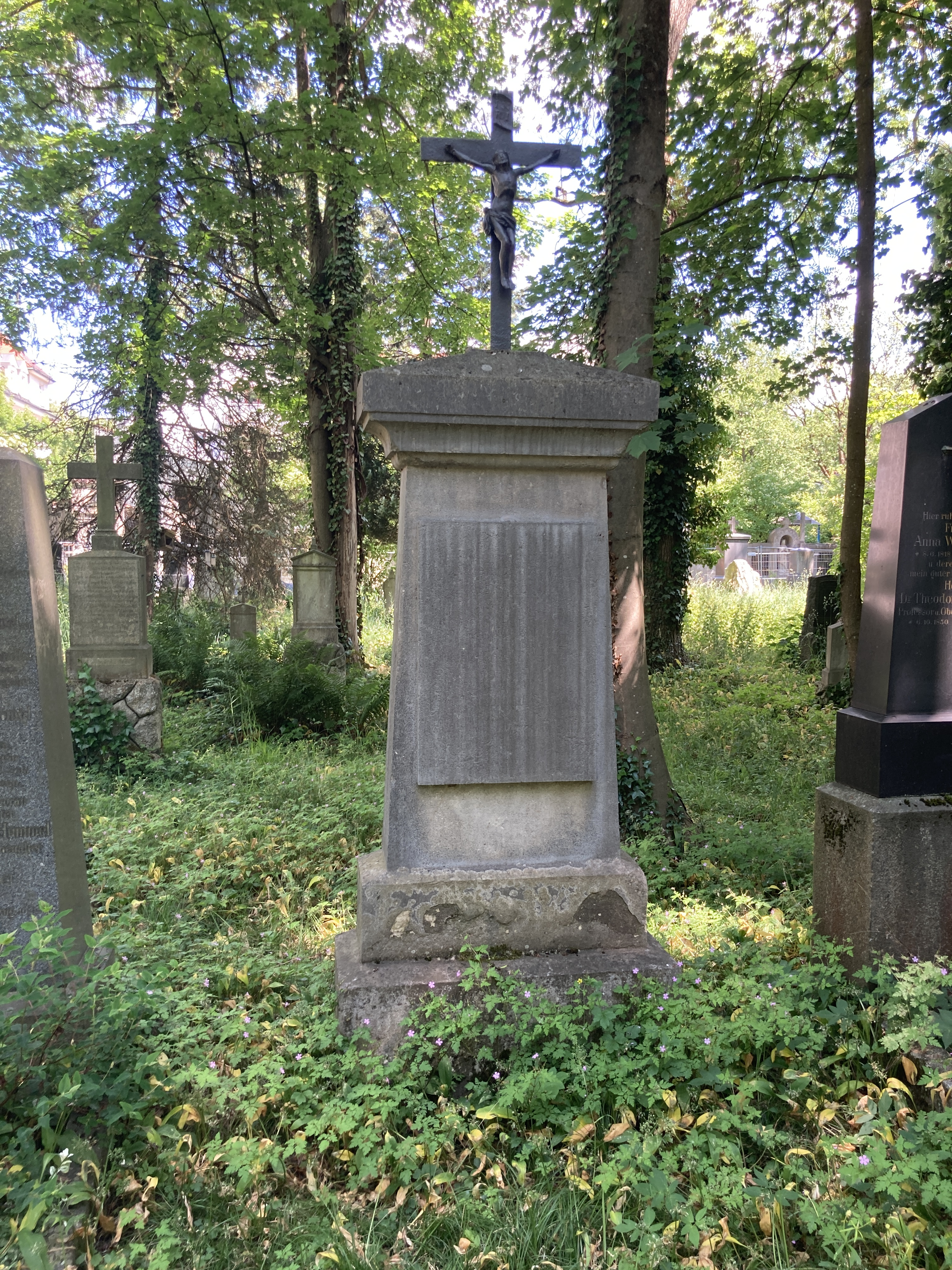
Grab von August von Eisenhart auf dem Alten Südlichen Friedhof in München

Die Grabstätte von August Eisenhart befindet sich auf dem Alten Südlichen Friedhof in München (Gräberfeld 11 – Reihe 12 – Platz 17) Standort. In dem Grab liegt auch August Eisenharts Ehefrau Luise von Kobell (* 13. Dezember 1827 in München; † 28. Dezember 1901 in München).